# Ballon d'Or 1959

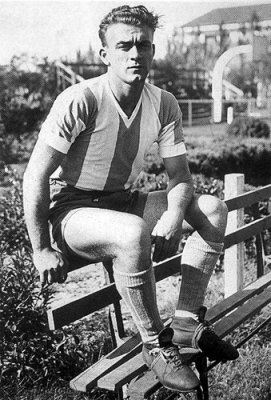
Alfredo Di Stéfano in 1947

De Ballon d'Or 1959 was de 4e editie van de voetbalprijs georganiseerd door het Franse tijdschrift France Football. De prijs werd gewonnen door de Argentijns-Spaanse speler Alfredo Di Stéfano (Real Madrid).
De jury was samengesteld uit 20 journalisten die aangesloten waren bij de volgende verenigingen van de UEFA: West-Duitsland, Oostenrijk, België, Bulgarije, Tsjecho-Slowakije, Spanje, Frankrijk, Griekenland, Hongarije, Engeland, Italië, Nederland, Polen, Portugal, Roemenië, Zweden, Zwitserland, Turkije Sovjet-Unie en Joegoslavië.
De resultaten van de stemming werden gepubliceerd in editie 718 van France Football op 15 december 1959. 

## Stemprocedure
Elk jurylid koos de beste vijf spelers van Europa. De speler op de eerste plaats kreeg vijf punten, de tweede keus vier punten en zo verder. Op die wijze werden 300 punten verdeeld, 100 punten was het maximale aantal punten dat een speler kon behalen (in geval van een twintig koppige jury).

## Uitslag
| Plaats | Speler             | Club                           | Stemmen | Stemmen | Stemmen | Stemmen | Stemmen | Stemmen | Punten |
| Plaats | Speler             | Club                           | 1º      | 2º      | 3º      | 4º      | 5º      | Totaal  | Punten |
| ------ | ------------------ | ------------------------------ | ------- | ------- | ------- | ------- | ------- | ------- | ------ |
| 1º     | Alfredo Di Stéfano | Real Madrid                    | 14      | 1       | 1       | 1       | 1       | 18      | 80     |
| 2º     | Raymond Kopa       | Real Madrid / Stade Reims      |         | 4       | 7       | 2       | 1       | 14      | 42     |
| 3º     | John Charles       | Juventus                       | 2       | 3       |         |         | 2       | 7       | 24     |
| 4º     | Luis Suárez        | FC Barcelona                   | 1       | 2       | 1       | 2       | 2       | 8       | 22     |
| 5º     | Agne Simonsson     | Örgryte                        | 1       | 1       | 1       | 3       | 2       | 8       | 20     |
| 6º     | Lajos Tichy        | Honvéd                         |         | 3       | 1       | 1       | 1       | 6       | 18     |
| 7º     | Ferenc Puskás      | Real Madrid                    |         | 2       | 2       | 1       |         | 5       | 16     |
| 8º     | Francisco Gento    | Real Madrid                    | 1       |         | 1       | 2       |         | 4       | 12     |
| 9º     | Helmut Rahn        | Rot-Weiss Essen / 1. FC Köln   |         | 2       | 1       |         |         | 3       | 11     |
| 10º    | Horst Szymaniak    | Wuppertaler SV / Karlsruher SC |         |         | 2       |         | 2       | 4       | 8      |
| 11º    | Lev Jasjin         | Dinamo Moskou                  | 1       |         |         |         | 1       | 2       | 7      |
| 12º    | Jurij Vojnov       | Dinamo Kiev                    |         |         | 1       | 1       |         | 2       | 5      |
| 13º    | Dezső Bundzsák     | MTK Budapest                   |         | 1       |         |         |         | 1       | 4      |
|        | Nils Liedholm      | AC Milan                       |         | 1       |         |         |         | 1       | 4      |
|        | Gyula Grosics      | Tatabánya                      |         |         |         | 2       |         | 2       | 4      |
|        | Ivan Kolev         | CDNA Sofia                     |         |         |         | 1       | 2       | 3       | 4      |
| 17º    | Just Fontaine      | Stade Reims                    |         |         | 1       |         |         | 1       | 3      |
|        | Georgi Naidenov    | CDNA Sofia                     |         |         | 1       |         |         | 1       | 3      |
|        | Titus Buberník     | FK Inter Bratislava            |         |         |         | 1       | 1       | 2       | 3      |
| 20º    | Flórián Albert     | Ferencváros                    |         |         |         | 1       |         | 1       | 2      |
|        | Uwe Seeler         | Hamburger SV                   |         |         |         | 1       |         | 1       | 2      |
|        | Joan Segarra       | FC Barcelona                   |         |         |         | 1       |         | 1       | 2      |
| 23º    | János Göröcs       | Újpest Dózsa                   |         |         |         |         | 1       | 1       | 1      |
|        | Cliff Jones        | Sunderland                     |         |         |         |         | 1       | 1       | 1      |
|        | Roger Marche       | Racing París                   |         |         |         |         | 1       | 1       | 1      |
|        | Antoni Ramallets   | FC Barcelona                   |         |         |         |         | 1       | 1       | 1      |

## Trivia
- Agne Simonsson zou de laatste speler worden van Örgryte die punten kreeg toebedeeld in de Ballon d'Or verkiezing.

## Referentie
- Eindklassement op RSSSF

France Football:
1956 · 
1957 · 
1958 · 
1959 · 
1960 · 
1961 · 
1962 · 
1963 · 
1964 · 
1965 · 
1966 · 
1967 · 
1968 · 
1969 · 
1970 · 
1971 · 
1972 · 
1973 · 
1974 · 
1975 · 
1976 · 
1977 · 
1978 · 
1979 · 
1980 · 
1981 · 
1982 · 
1983 · 
1984 · 
1985 · 
1986 · 
1987 · 
1988 · 
1989 · 
1990 · 
1991 · 
1992 · 
1993 · 
1994 · 
1995 · 
1996 · 
1997 · 
1998 · 
1999 · 
2000 · 
2001 · 
2002 · 
2003 · 
2004 · 
2005 · 
2006 · 
2007 · 
2008 · 
2009 · 
2016 · 
2017 · 
2018 · 
2019 · 
2021 · 
2022 · 
2023 · 
2024